# Magura (1377 m)
Magura (1377 m) – szczyt w północnej części Niżnych Tatr (tzw. Dziumbierskie Tatry) na Słowacji.
Znajduje się w bocznym grzbiecie Niżnych Tatr, odgałęziającym się w kierunku północnym od grzbietu głównego w szczycie Krupowej Hali, tuż na zachód od najwyższego szczytu tych gór – Dziumbiera. Znajduje się w tym grzbiecie pomiędzy Kurence (1284 m) a Pusté (1507 m). Od tego ostatniego szczytu oddzielony jest przełęczą Iľanovske sedlo (około 1260 m), spod której na zachód, do Doliny Demianowskiej spływa potok tworzący dolinkę Vyvieranie. Zachodnie stoki Magury opadają do Doliny Demianowskiej, są strome i całkowicie zalesione. Objęte są ścisłą ochroną, znajdują się na obszarze rezerwatu Demianowska Dolina. Wschodnie stoki opadają do Iľanovskiej doliny i jest w nich duża polana.
Magura zbudowana jest ze skał wapiennych. Dobrze rozwinięte są zjawiska krasowe. W zachodnich zboczach góry (w Dolinie Demianowskiej) znajduje się kilka jaskiń:   Okno, Velké Okno, Marošova, Zbojnicka i Demänovská jaskynia mieru. Wszystkie są niedostępne do turystycznego zwiedzania.
Zachodnimi stokami Kurence prowadzi żółty szlak turystyczny. Omija on jednak szczyt, trawersując go po zachodniej stronie, nad Doliną Demianowską.
Szlak turystyczny
  autokemping Bystrina – Demänovská hora – Magura – Iľanovske sedlo – sedlo Machnatô (skrzyżowanie ze szlakiem niebieskim). Czas przejścia: 3 h, ↓ 2.25 h